# Chorense

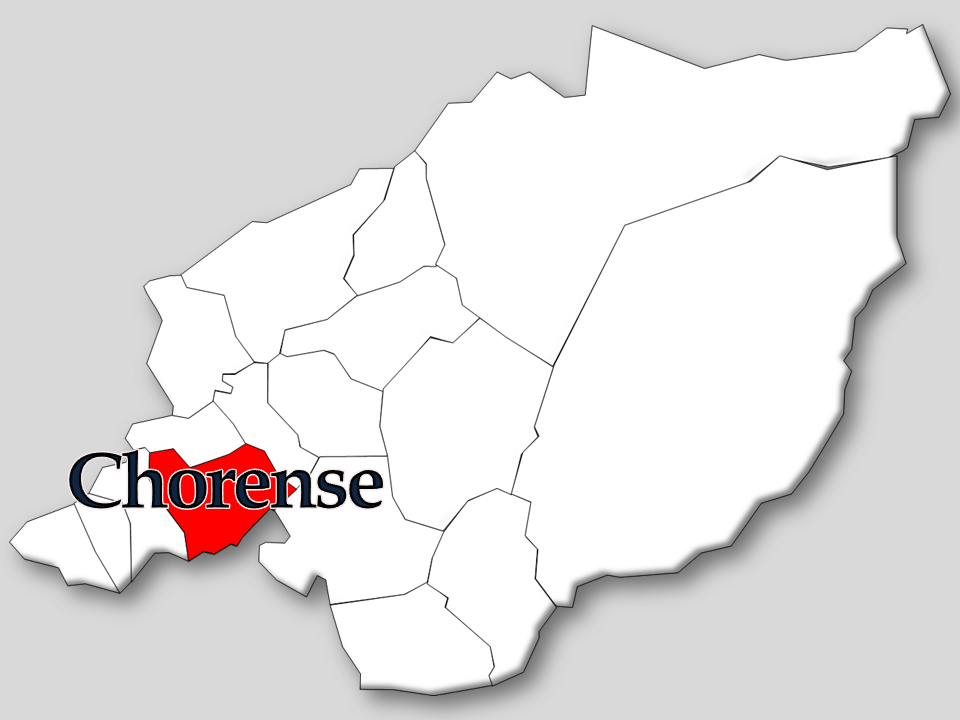
Localização da Freguesia de Chorense no Município de Terras de Bouro

Chorense é uma povoação portuguesa do Município de Terras de Bouro que foi sede da extinta Freguesia de Chorense, freguesia que tinha 8,30 km² de área e 454 habitantes (2011), e, por isso, uma densidade populacional de 55 hab/km².
A Freguesia de Chorense foi extinta (agregada) em 2013, no âmbito de uma reforma administrativa nacional, para em conjunto com Monte formar uma nova freguesia denominada União das Freguesias de Chorense e Monte.

## População
| População da freguesia de Vilela | População da freguesia de Vilela | População da freguesia de Vilela | População da freguesia de Vilela | População da freguesia de Vilela | População da freguesia de Vilela | População da freguesia de Vilela | População da freguesia de Vilela | População da freguesia de Vilela | População da freguesia de Vilela | População da freguesia de Vilela | População da freguesia de Vilela | População da freguesia de Vilela | População da freguesia de Vilela | População da freguesia de Vilela |
| -------------------------------- | -------------------------------- | -------------------------------- | -------------------------------- | -------------------------------- | -------------------------------- | -------------------------------- | -------------------------------- | -------------------------------- | -------------------------------- | -------------------------------- | -------------------------------- | -------------------------------- | -------------------------------- | -------------------------------- |
| 1864                             | 1878                             | 1890                             | 1900                             | 1911                             | 1920                             | 1930                             | 1940                             | 1950                             | 1960                             | 1970                             | 1981                             | 1991                             | 2001                             | 2011                             |
| 578                              | 549                              | 578                              | 585                              | 581                              | 521                              | 547                              | 571                              | 617                              | 579                              | 558                              | 602                              | 606                              | 582                              | 454                              |

## Património
- Igreja Paroquial de Santa Marinha de Chorense;
- Capela de São Sebastião;
- Capela de Santa Apolónia.